# 王浩平
王浩平（英語：Timothy Wang，1991年8月17日—）是一名臺灣裔美國男子桌球運動員。他曾代表美國參加2012年夏季奧林匹克運動會桌球男子單打，但在預賽中被淘汰。王浩平在2010年美國全國錦標賽上贏得男子單打冠軍，並在2012年及2013年再度拿下冠軍。他還在2011年及2012年與Han Xiao贏得全國男子雙打冠軍，並在2011年、2012年及2013年與邢延華贏得混合雙打冠軍。2015年，王浩平贏得北美洲桌球錦標賽男子單打冠軍。他再次代表美國參加2016年夏季奧林匹克運動會的男子團體桌球項目
王浩平的父母都是來自臺灣的移民。